# Agustinia ligabuei
Agustinia ligabuei és un gènere de dinosaure sauròpode que va viure al Cretaci inferior en el que avui en dia és Sud-amèrica. Com tots els sauròpodes coneguts, era quadrúpede i herbívor.